# Le Prix du danger
Le Prix du danger is een Frans-Joegoslavische film van Yves Boisset die uitgebracht werd in 1983.
De film is gebaseerd op het sciencefictionkortverhaal The Prize of Peril (1958) van Robert Sheckley. In 1983 al voorspelde de prent de huidige tendens van de realityseries op televisie. 

## Samenvatting
De nabije toekomst. Le Prix du danger is de naam van een nieuwe televisieserie die razend populair is. Eigenlijk heeft het spel maar één regel: de kandidaat moet een geheime plek weten te bereiken en ondertussen uit de handen blijven van zijn vijf achtervolgers die de opdracht hebben hem te doden. Indien hij ongedeerd de plek bereikt wint hij 1 miljoen dollar. De ganse klopjacht wordt rechtstreeks op televisie uitgezonden. 
François Jacquemard is een jonge dertiger die de handschoen opneemt. Omdat hij erg in de smaak valt van de kijkers besluit de televisiezender het spel te vervalsen.

## Rolverdeling
- Gérard Lanvin : François Jacquemard

| Acteur              | Personage              |
| ------------------- | ---------------------- |
| Marie-France Pisier | Laurence Ballard       |
| Michel Piccoli      | Frédéric Mallaire      |
| Bruno Cremer        | Antoine Chirex         |
| Andréa Ferréol      | Elisabeth Worms        |
| Jean-Claude Dreyfus | Bertrand               |
| Gabrielle Lazure    | Marianne               |
| Catherine Lachens   | Madeleine              |
| Jean Rougerie       | de commissievoorzitter |
| Henri-Jacques Huet  | Victor Segal           |
| Steve Kalfa         | Edouard                |
| Jean-Pierre Bagot   | Alexandre              |
| Zlata Numanagic     | Jacqueline             |
| Julien Bukowski     | Arnaud                 |